# Whitewater, Montana
Whitewater är en så kallad census-designated place i Phillips County i Montana. Vid 2010 års folkräkning hade Whitewater 64 invånare.